# Ямаґуті-Убе (аеропорт)
Аеропорт Ямаґуті-Убе (яп. 山口宇部空港, やまぐちうべくうこう, ямаґуті убе куко; англ. Yamaguchi Ube Airport) — особливий регіональний вузловий аеропорт в Японії, розташований в місті Убе префектури Ямаґуті. Розпочав роботу з 1966 року як аеропорт Убе. 1980 року змінив назву на сучасну. Спеціалізується на внутрішніх авіаперевезеннях.